# Konvojen
Konvojen (norska: Konvoi) är en norsk action-dramafilm från 2023. Filmen är regisserad av Henrik Martin Dahlsbakken efter ett manus skrivet av Lars Gudmestad, Harald Rosenløw-Eeg och Christian Siebenherz. Filmen hade biopremiär i Norge den 25 december 2023 och i Sverige den 7 juni 2024.

## Handling
Filmen utspelar sig år 1942 och Hitlers krigsmaskin verkar vara ostoppbar. De allierade tvingas ingå förbund med Sovjet och stödja dem med vapen. En konvoj med 35 fraktskepp fyllda med krigsmateriel inleder en farlig resa från Island till Sovjet med brittiskt flygunderstöd.

## Rollista (i urval)
- Anders Baasmo Christiansen – Skar
- Tobias Santelmann – Mørk
- Heidi Ruud Ellingsen – Ragnhild
- Adam Lundgren – Johan
- Jakob Fort – Evensen
- Fredrik Stenberg Ditlev-Simonsen – Martinsen
- Jon Ranes – Sigurd
- Preben Hodneland – Lars
- Kristian Repshus – Evensen
- Olav Waastad – Erik
- Tord Kinge – Isaksen